# Новопавловский сельсовет (Оренбургская область)
Новопавловский сельсовет — сельское поселение в Акбулакском районе Оренбургской области Российской Федерации.
Административный центр — село Новопавловка.

## История
Статус и границы сельского поселения установлены Законом Оренбургской области от 2 сентября 2004 года № 1424/211-III-ОЗ «О наделении муниципальных образований Оренбургской области статусом муниципального района, городского округа, городского поселения, установлении и изменении границ муниципальных образований».

## Население
| 2010 | 2012 | 2013 | 2014 | 2015 | 2016 | 2017 |
| ---- | ---- | ---- | ---- | ---- | ---- | ---- |
| 852  | ↗869 | ↘861 | ↘848 | ↗849 | ↗856 | ↘845 |
| 2018 | 2019 | 2020 | 2021 |      |      |      |
| ↘835 | ↘810 | ↗819 | ↘811 |      |      |      |

## Состав сельского поселения
| № | Населённый пункт | Тип населённого пункта       | Население |
| - | ---------------- | ---------------------------- | --------- |
| 1 | Межгорный        | посёлок                      | 104       |
| 2 | Новопавловка     | село, административный центр | 748       |